# Архедем из Тарса
Архедем (греч. Άρχέδημος) из Тарса — древнегреческий философ-стоик, был в расцвете около 140 г. до н. э.
В этике он пытался уточнить идеи Диогена Вавилонского и Антипатра, предложив свою формулу «конечной цели» («жить, исполняя все надлежащее» – Diog. L. VII 88).
Автор двух трудов: О голосе (греч. Περὶ Φωνῆς)  и Об элементах (греч. Περὶ Στοιχείων), упоминаются Диогеном Лаэртским.
Вероятно, он тот Архедем, которого Плутарх называет Афинским, и который, по его утверждению, отправился в Парфию и основал школу философов-стоиков в Вавилоне.
Архедем также упомянут в произведениях Цицерона, Сенеки и других древних авторов.